# Монтефальконе-нель-Саннио
Монтефальконе-нель-Саннио (итал. Montefalcone nel Sannio) —  коммуна в Италии, располагается в регионе Молизе, в провинции Кампобассо.
Население составляет 1865 человек (2008 г.), плотность населения составляет 58 чел./км². Занимает площадь 32 км². Почтовый индекс — 86033. Телефонный код — 0874.
Покровителем населённого пункта считается святой Sant'Antonio di Padova.

## Демография
Динамика населения:

## Администрация коммуны
- Официальный сайт: http://www.comune.montefalconenelsannio.cb.it/